# Natalja Alexandrowna Sabijako
Natalja Alexandrowna Sabijako (russisch Наталья Александровна Забияко; * 15. August 1994 in Tallinn) ist eine russische Eiskunstläuferin. Sie wurde mit ihrem Partner Alexander Enbert 2019 sowohl Dritte der WM 2019 als auch Zweite des olympischen Teamwettbewerbs 2018.

## Biographie

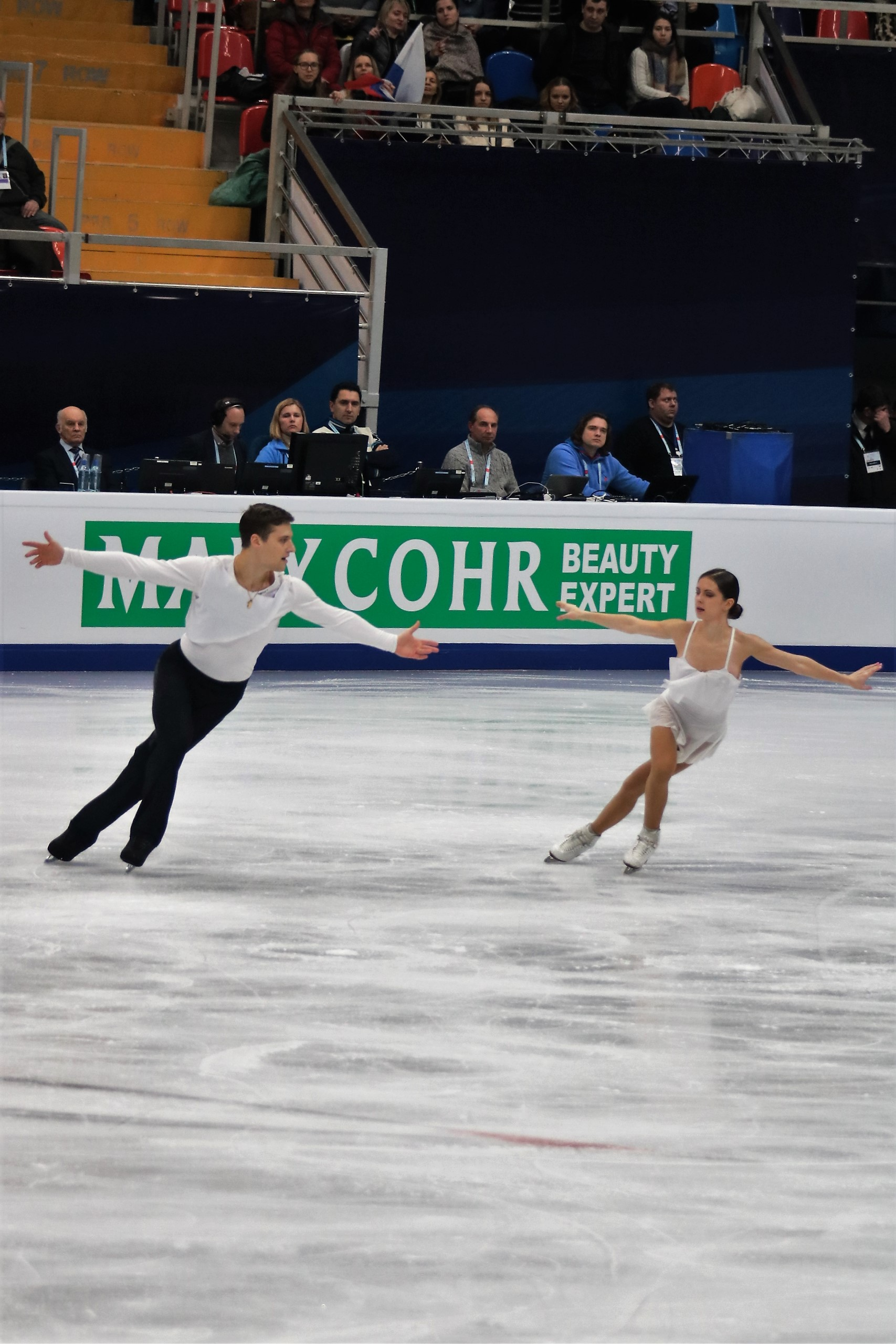
Sabijako und Enbert bei der EM 2018.

Sabijako wurde in Tallinn geboren und lief bis Ende der Saison 2013/14 für Estland. Nachdem die estnische Regierung dem Wunsch von Sabijakos damaligem Partner Alexander Zaboev, rechtzeitig zu den Olympischen Spielen in Sotschi eingebürgert zu werden, nicht stattgab, gab sie bekannt, die russische Staatsbürgerschaft zu beantragen, welche sie im Dezember desselbigen Jahres erhielt.
Sie trainierte ab sofort bei Nina Moser, und zu Beginn der Saison 2015/16 wurde offiziell bekannt gegeben, dass sie fortan mit Alexander Enbert läuft, nachdem der estnische Verband ihr die Freigabe zum Nationenwechsel gegeben hatte. Sie starteten zunächst vorwiegend in der ISU-Challenger-Serie und konnten dort gleich in ihrer ersten Saison einen Podestplatz erringen. In der folgenden Saison erreichten sie ihren ersten Podestplatz bei einem Grand Prix, als sie sich beim Rostelcom Cup hinter Aljona Savchenko und Bruno Massot auf Rang zwei klassieren konnten.
Nachdem sie 2018 bei den Olympischen Spielen Silber im Teamevent und bei der EM mit dem 3. Rang ihre ersten Medaillen bei Großereignissen gewinnen konnten, gewannen sie bei der WM 2019 ebenfalls die Bronzemedaille.
Zu Beginn der Saison 2019/20 gab das Paar aufgrund einer Verletzung Enberts eine Wettkampfpause bekannt.
Am 18. Juli 2022 wurde ihre homosexuelle Beziehung zur russischen Tennisspielerin Darja Kassatkina öffentlich, nachdem Kassatkina ein Foto mit ihrer Freundin auf Instagram gepostet hatte. Auch Sabijako zeigt auf ihrem Instagram-Profil mehrere Fotos mit Kassatkina.

## Ergebnisse
Alles Ergebnisse sind, sofern nicht anders angegeben, gemeinsam mit Alexander Enbert erreicht worden.
GP: ISU-Grand-Prix-Serie; CS: ISU-Challenger-Serie; JGP: ISU-Junior-Grand-Prix-Serie
| Wettbewerb/Saison              | 2009–10 1     | 2010–11 2     | 2011–12 2     | 2013–14 3     | 2014–15 4     | 2015–16       | 2016–17       | 2017–18       | 2018–19       | 2019–20       |
| International                  | International | International | International | International | International | International | International | International | International | International |
| ------------------------------ | ------------- | ------------- | ------------- | ------------- | ------------- | ------------- | ------------- | ------------- | ------------- | ------------- |
| Olympische Winterspiele        |               |               |               |               |               |               |               | 7.            |               |               |
| Olympische Winterspiele / Team |               |               |               |               |               |               |               | 2.            |               |               |
| Weltmeisterschaften            |               | 16.           |               | 19.           |               |               | 12.           | 4.            | 3.            |               |
| Europameisterschaften          |               | 13.           |               | 10.           |               |               | 5.            | 3.            |               |               |
| GP Finale                      |               |               |               |               |               |               | 4.            |               | 4.            |               |
| GP Finnland                    |               |               |               |               |               |               |               |               | 1.            |               |
| GP NHK Trophy                  |               |               |               |               |               |               |               |               | 1.            |               |
| GP Rostelcom-Cup               |               |               |               |               |               | 5.            | 2.            |               |               |               |
| GP Skate America               |               |               |               |               |               |               |               | 4.            |               | WD            |
| GP Skate Canada                |               |               |               |               |               |               |               | 4.            |               |               |
| GP Trophée Eric Bompard        |               |               |               |               |               |               | 4.            |               |               | WD            |
| CS Golden Spin                 |               |               |               | 2.            |               | 4.            |               | 1.            |               |               |
| CS Lombardia                   |               |               |               |               |               |               |               | 1.            | 1.            |               |
| CS Mordovian                   |               |               |               |               |               | 2.            |               |               |               |               |
| CS Nebelhorn Trophy            |               |               |               | 9.            |               |               |               |               |               |               |
| CS Nepela Trophy               |               |               |               |               |               |               | 3.            | 1.            |               |               |
| International: Junioren        |               |               |               |               |               |               |               |               |               |               |
| Juniorenweltmeisterschaften    | 16.           |               |               |               |               |               |               |               |               |               |
| JGP Estland                    |               |               | 4.            |               |               |               |               |               |               |               |
| JGP Weißrussland               | 13.           |               |               |               |               |               |               |               |               |               |
| National                       |               |               |               |               |               |               |               |               |               |               |
| Russische Meisterschaften      |               |               |               |               | 7.            | 5.            | 3.            | 3.            | 2.            |               |
| Estnische Meisterschaften      | 1.            | 1.            |               |               |               |               |               |               |               |               |